# Limietpalen Oosterpark

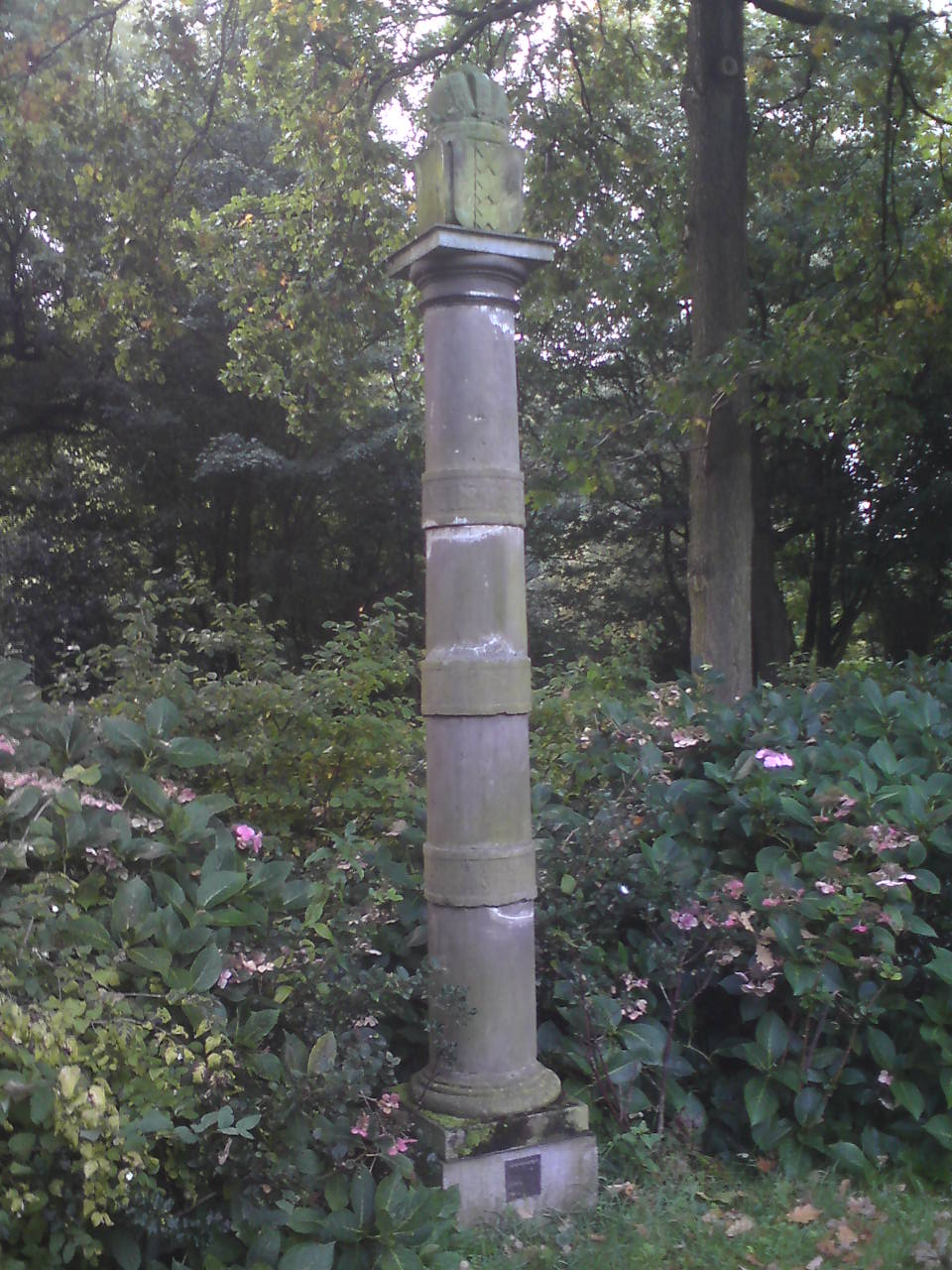
Limietpaal zonder opdrukken (oktober 2012)

De Limietpalen Oosterpark zijn twee zuilen in Amsterdam-Oost.
In het Oosterpark staan twee bijna identieke limietpalen (die de grens tussen twee gemeenten aangaven) of banpalen (1,5 mijl buiten de gemeente grens; de grens tot waar bannelingen de stad mochten naderen). Beide zuilen vermelden limietpaal en 1838 in het steen, maar één vermeldt ook Kom der Gemeente Amsterdam en laat een zwarte pijl zien. Beide palen zijn van elders afkomstig. De twee zuilen belandden in 1947 in de tuinen van het Stedelijk Museum Amsterdam. Toen dat museum een deel van haar tuin opofferde voor een nieuwe vleugel (1954) verhuisden de twee zuilen naar het Beatrixoord dat aan de noordzijde van het Oosterpark gevestigd was. Ze kregen daarbij gezelschap van de Banpaal Spaarnwouderdijk. De twee palen vormden een soort poort in een hekwerk tussen sanatorium en park.
Een soortgelijke limiet- of banpaal is te zien op een schilderij van Mattheus Ignatius van Bree (Intocht van Napoleon te Amsterdam, 9 oktober 1811). Van Bree schilderde het moment dat Napoleon Bonaparte de stadssleutels van Amsterdam overhandigd krijgt in de buurt van de Linnaeusstraat die langs het Oosterpark loopt. De gemeentegrens van Amsterdam lag tussen wat later de Derde Oosterparkstraat en de Vrolikstraat werden, die eveneens in de buurt van het Oosterpark liggen. Gerrit Lamberts tekende even later ook een soortgelijke limiet of banpaal. De palen in het Oosterpark dateren echter van voor 1810 of na 1813. In de periode tussen 1810 en 1813 werd het Wapen van Amsterdam dat de palen dragen afgesloten met een vogel (zie Van Bree); daarvoor en daarna met een gravenkroon (zie Lamberts). 

## Afbeeldingen

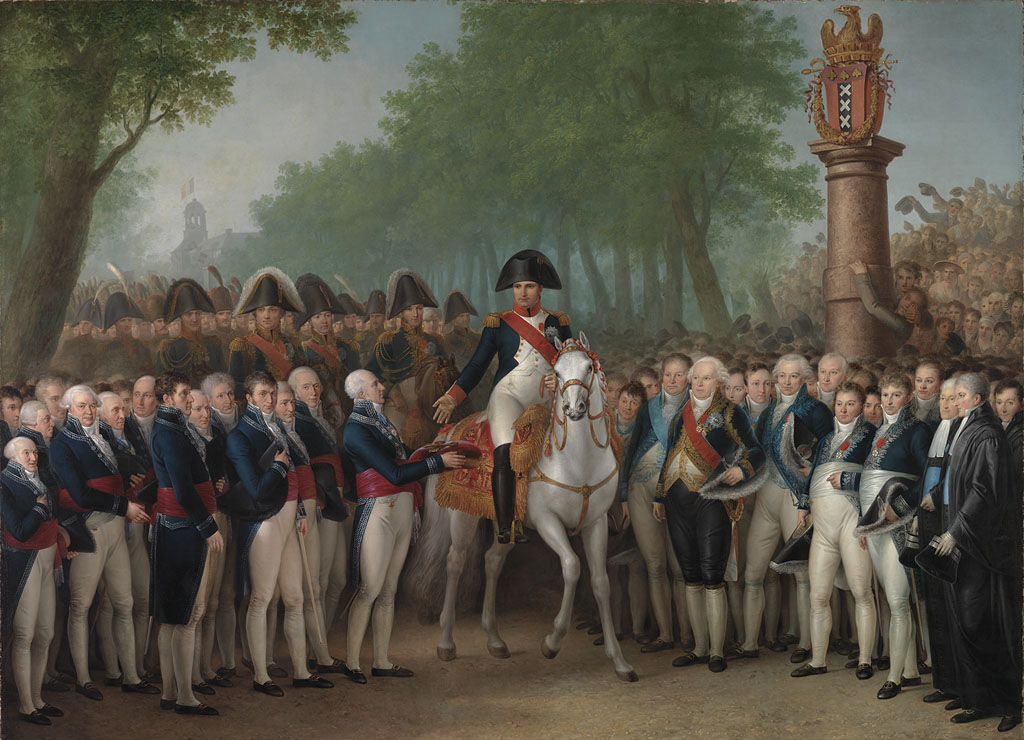
M.I. van Bree Intocht met vogel boven het wapen
G. Lamberts: Oetewalersweg met een kroon

Bokkenrijder · Bolgewas · Communicatie · Justus van Maurikbank · Leonard Springerbrug · Limietpalen Oosterpark · Monument voor de Tachtigers · Muziekkoepel Oosterpark · Nationaal monument slavernijverleden · Politiehond Albert · Rotsfontein Oosterpark · De Schreeuw · Speelslinger Oosterpark · Spelende kinderen · Spreeksteen · Tekststeen Julianaboom · De Titaantjes · Het westen ontvangt en ontmoet 't oosten